# Carlos Guevara
Carlos Guevara (1930. április 3. – ) mexikói válogatott labdarúgó, középpályás.

## Karrierje
Teljes pályafutását egy csapatban, az Asturiasban töltötte. A mexikói válogatottal részt vett az 1950-es világbajnokságon is, mindhárom válogatott meccsét ott játszotta.

## Külső hivatkozások
- Carlos Guevara – a FIFA adatbázisában